# 裘愷齊
裘愷齊（？—？），浙江仁和人，清朝政治人物。捐职出身。
道光二十一年十一月，擔任清朝廣東省潮州府豐順縣知縣。后由楊昭接任。